# マリアン・ミグダル
マリアン・ミグダル（ポーランド語: Marian Migdal, 1948年11月11日 - 2015年4月2日）は、ポーランド出身のピアニスト。
ワルシャワでピアノを学ぶ。1964年からストックホルムに移住してハンス・ライグラフに師事し、ケルンでブルーノ・ザイドルホーファーの薫陶を受け、ジュリアード音楽院でアニア・ドーフマンの指導も受けて1973年にローブ賞を受賞して音楽院を卒業した。1971年にはミュンヘン国際音楽コンクールのピアノ部門で優勝している。
1985年からハンブルク音楽演劇大学の教授であった。
ボーフムにて死去。